# Hiroshi Sugimoto
Hiroshi Sugimoto (Japans: 杉本博司 - Sugimoto Hiroshi) (Tokio, 23 februari 1948) is een Japanse fotograaf.
Sugimoto groeide op in Tokio en studeerde af aan de Saint Paul's University aldaar in 1970. Na zijn afstuderen reisde hij rond de wereld en belandde uiteindelijk in 1971 in Los Angeles waar hij in 1972 afstudeerde aan de Art Center College of Design. Vanaf 1974 vestigde hij zich in New York.  
Inmiddels heeft Sugimoto door de jaren heen wereldwijd meerdere solo-tentoonstellingen op zijn naam staan waaronder in het Museum of Contemporary Art (Los Angeles), het Metropolitan Museum of Art en het Deutsche Guggenheim. Ook heeft hij deelgenomen aan diverse internationale groepstentoonstellingen. 
In 1993 was er een tentoonstelling in het Palais des Beaux-Arts in Charleroi rondom de series Theatres en Seascapes.  In 1995 hield het Stedelijk Museum 's-Hertogenbosch in het Kruithuis een solo-expositie van de Japanner.

## Bekende werken (selectie)
- Dioramas (1976), serie
- Theatres (1978), serie
- Seascapes (1980), serie
- In Praise of Shadows (1998), serie gebaseerd op schilderijen van brandende kaarsen van Gerhard Richter

Een bekende foto van Sugimoto stamt uit 1993 en is getiteld Boden Sea, Uttwil.  Deze foto is door de Ierse band U2 gebruikt voor hun album No Line on the Horizon (2008). Deze foto werd eerder al gebruikt voor een lphoes van Richard Chartier en Taylor Dupree.

## Erkenning
- 2001, Hasselblad Award
- 2010, De Eremedaille met het paarse lint
- 2013, Officier in de Orde van Kunsten en Letteren

## Film
In Mon pire cauchemar (2011) van Anne Fontaine speelt hij zichzelf.